# Fred Singer

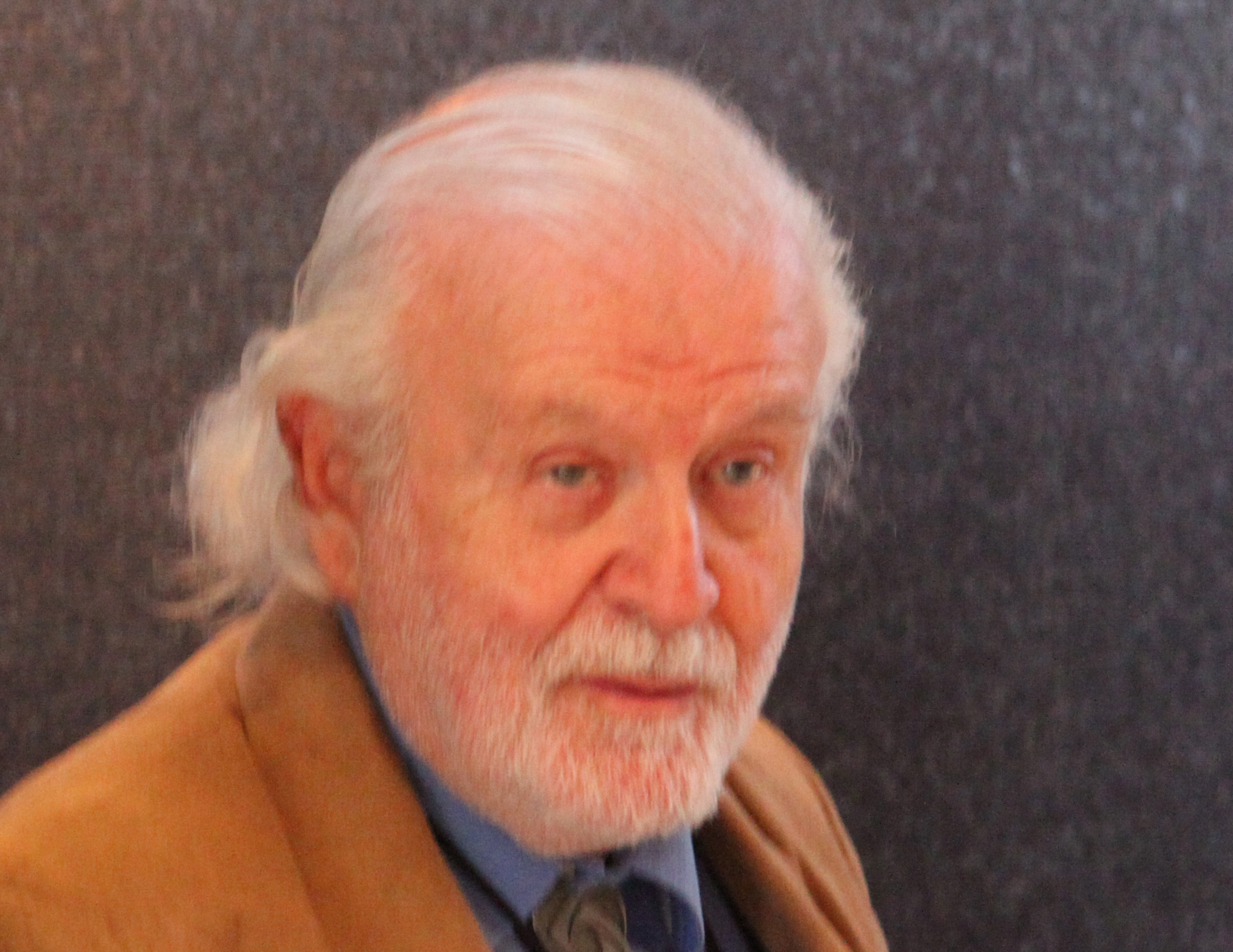
Fred Singer, 2011

Siegfried Frederick Singer (* 27. September 1924 in Wien, Österreich; † 6. April 2020 in Rockville, Maryland, Vereinigte Staaten), kurz Fred Singer, war ein US-amerikanischer Atmosphärenphysiker und eine bekannte Persönlichkeit in der Klimaleugnerszene. Er entwickelte unter anderem Satellitenkameras, die zur Messung der Konzentration von Ozon in der Stratosphäre eingesetzt werden, und Messsysteme zur Untersuchung der kosmischen Strahlung.
Singer war bis etwa 1970 ein in der Forschung produktiver Wissenschaftler, ging anschließend aber dazu über, als „Händler des Zweifels“ für verschiedene Interessenverbände aus der Industrie diverse Umweltprobleme zu bestreiten, die weit außerhalb seines Fachgebietes lagen. Unter anderem leugnete er die Gesundheitsgefahren des Tabakrauchens, die Existenz des Ozonloches und der menschengemachten globalen Erwärmung sowie die Gefahren von saurem Regen und des Giftmülls. Aufgrund dieser jahrzehntelangen Tätigkeiten für diverse Industriebranchen wurde Singer als der „produktivste“ der „universell einsetzbaren käufliche[n] Leugner“ wissenschaftlicher Erkenntnisse bezeichnet.

## Biografie
Im Alter von 16 Jahren emigrierte Singer 1940 von Österreich in die USA. Zunächst studierte er Elektrotechnik an der Ohio State University, wo er 1943 den College-Abschluss B.E.E. erwarb. In Princeton studierte er dann Physik mit A.M.-Abschluss 1944. Im gleichen Jahr nahm er die US-amerikanische Staatsbürgerschaft an und trat in den Militärdienst ein, wo er in der Minenabwehr-Entwicklung der US-Navy eingesetzt wurde. Von 1946 bis 1950 arbeitete er mit am Raketenprogramm der Johns Hopkins University zur Untersuchung der oberen Atmosphäre. 1948 schloss er seine Promotion in Physik an der Princeton University ab. Als wissenschaftlicher Verbindungsmann des amerikanischen Office of Naval Research in der US-Botschaft in London beobachtete er zwischen 1950 und 1953 die Forschung in Europa in den Bereichen Kern-, Weltraum- und Geophysik. 1953 wurde er Professor für Physik an der University of Maryland und Direktor des dortigen Zentrums für Atmosphären- und Weltraumphysik. 1962 wechselte er als Direktor in die Abteilung für Wettersatelliten im US-Handelsministerium (heute bei NOAA) und kehrte 1964 in die Wissenschaft zurück als Gründungsdekan des Fachbereichs Umwelt- und Planetenwissenschaft an der University of Miami. Von 1967 bis 1971 arbeitete er erneut in der Bundesadministration, bis 1970 im US-Innenministerium als Deputy Assistant Secretary in der Abteilung für Wasserversorgung, die damals auch für die Atmosphären- und Ozeanographie-Aktivitäten zuständig war. 1970 bis 1971 war er Deputy Assistant Administrator (Policy) an der US-Bundes-Umweltbehörde. 1971 übernahm er die Professur für Umwelt-Wissenschaften an der University of Virginia, wo er 1994 emeritiert wurde.
Anfang der 1990er Jahre kehrte Singer der akademischen Welt den Rücken und begann diverse von ihm als Junk Science bezeichnete wissenschaftliche Erkenntnisse aus den Umwelt- und Gesundheitswissenschaften zu bestreiten, u. a. zum Sauren Regen, dem Abbau von Ozon in der Atmosphäre, den Gesundheitsgefahren des Rauchens und den menschengemachten Klimawandel. Dabei arbeitete Singer auch für eine Vielzahl durch die Fossilenergieindustrie finanzierter konservativer Denkfabriken, für die er die Erkenntnisse der Klimaforschung abstritt. So war er unter anderem für das Cato Institute tätig, für das American Council on Science and Health, das National Center for Policy Analysis, das Independent Institute, das Institute for Humane Studies, das Frontiers of Freedom Institute, die Hoover Institution, die Heritage Foundation, für TASSC (The Advancement for Sound Science Coalition) sowie für das Science and Environmental Policy Project (SEPP). All diese Organisationen erhielten direkt oder indirekt Geld von ExxonMobil. Zudem erhielt er für seine Arbeit eine monatliche Geldsumme vom Heartland Institute. Auch bei der 1990 von Singer selbst gegründeten SEPP handelt es sich um eine Klimaleugnerorganisation, die sich selbst als unabhängiges Bildungsprojekt für Umweltfragen beschreibt und Sorgen vor Umweltgefahren als übertrieben darstellt. Er galt dort neben Frederick Seitz, der Anfang 2008 verstarb, als führender Kopf; auch Richard Lindzen beteiligt sich. Als Berater war er für verschiedene Konzerne tätig, darunter Exxon, Shell, Ford, Sunoco und Lockheed Martin.

## Positionen
Singer war bekannt dafür, bei einer Vielzahl wissenschaftlicher Themen eine dem aktuellen Forschungsstand entgegengesetzte Position einzunehmen. In einem Artikel in der englischen Zeitung The Guardian wird Singer als jemand beschrieben, der „zeit seines Lebens die entgegengesetzte Meinung in praktisch jeder vorstellbaren wissenschaftlichen Disziplin vertreten hat – saurer Regen, nuklearer Winter, radioaktiver Abfall, Atomkrieg, Rückgang der Ozonschicht, Passivrauchen, Rückgang amphibischer Lebewesen und sogar bei den Vorteilen des Mindestlohns.“ Aufgrund dieses jahrzehntelangen Abstreitens wissenschaftlicher Erkenntnisse zu Umwelt- und Gesundheitsfragen galt er als einer der bedeutendsten „Händler des Zweifels“.

### Passivrauchen
In den 1990er Jahren verfasste Singer mehrere Auftragsstudien für die Tabakindustrie, in der er die Gesundheitsgefahren des Passivrauchens bezweifelte und wurde somit zu einem wichtigen Zeugen gegen den Nichtraucherschutz.
Singer stand ebenfalls in Verbindung mit dem International Center for a Scientific Ecology, einer Organisation, die für den Tabakkonzern Philip Morris als eine Art europäische Advancement for Sound Science Coalition dienen sollte. Er stand auch auf einer von der Tabakindustrie geführten Liste von Personen, die für diese Meinungsartikel in Zeitungen schreiben können, um dort Industriepositionen zu vertreten.

### Ozonloch
Singer bezweifelte die Rolle von Chlorverbindungen wie FCKW beim Ozonabbau. Er wies stattdessen natürlichen Wasserstoffverbindungen, insbesondere Hydroxylradikalen, die Verantwortung zu.
1989 schrieb er in National Review, dass es "ecofreaks" gelungen sei, mit hysterischen Warnungen vor den Gesundheitsgefahren des Ozonlochs Unsicherheit in der Öffentlichkeit zu stiften und große Teile der Politik so manipuliert zu haben, dass diese die Chemieindustrie reguliert habe. Die wichtigsten Helfer der Umweltbewegung in ihrem "Krieg gegen die FCKWs" seien dabei die staatlichen Forschungsinstitute, die ohne überzeugende Belege die Ozonloch-Panik unterstützt hätten. Wissenschaftlern warf er dabei unredliche Motive vor: Sie litten unter Prestigesucht, ließen sich von Forschungsgeldern bestechen, suchten mediale Aufmerksamkeit und steuergeldfinanzierte (Forschungs)Reisen an exotische Orte. Außerdem seien sie dem Größenwahn verfallen und schier süchtig nach dem Gefühl, die Welt zu retten. Das Montreal-Protokoll, das mit seinem FCKW-Verbot als größter Erfolg internationaler Umweltpolitik gilt, hatte er bereits 1987 als Zeichen kollektiven Versagens gebrandmarkt. Dieser Vertrag zeige, welch schwere Folgen der manipulative Alarmismus der Umweltbewegung sein können, sofern diesem nichts entgegengesetzt würde. Tatsächlich stimmte selbst die Chemieindustrie dem Verbot zu, da die meisten Hersteller längst Alternativen entwickelt hatten und ein "Ausstieg vom Ausstieg" vor allem den Unternehmen schade, die fortschrittlich und kooperativ seien. Singer hingegen trat dennoch bei Kongressanhörungen als Kronzeuge für die Republikaner bei deren Kampf gegen das Montreal-Protokoll auf.
Unabhängig vom Ozonloch ging er davon aus, dass der Zusammenhang zwischen UV-Strahlung und Hautkrebs übertrieben dargestellt wird.

### Globale Erwärmung
Singer zählte zu den aktivsten und unverblümtesten Klimaleugnern, die den menschengemachten Klimawandel bestreiten, und wurde schon als „Taufpate der Klimawandelleugnung“ bezeichnet. Anders als andere Klimaleugner ging Singer zwar davon aus, dass durch den Menschen ausgestoßenes Kohlenstoffdioxid den Treibhauseffekt verstärkt, hielt diesen Effekt aber für nachrangig gegenüber natürlichen Veränderungen. Die globale Erwärmung sei noch nicht ausreichend verstanden, um aufwendige Umstrukturierungen zu begründen. Bis etwa 2003 hatte Singer bestritten, dass es überhaupt eine messbare Erwärmung gebe; danach ging er von einem unaufhaltbaren, natürlichen Zyklus aus. Ein wärmerer Planet sei ein Gewinn.
Im Dezember 2003 gründete er mit anderen Wissenschaftlern die „Nichtregierungskommission zum Klimawandel“ NIPCC.
Laut eines achtseitigen Memos, das der Presse zugespielt wurde, gab es in der Zentrale des American Petroleum Institute im April 1998 ein Treffen, auf dem unter Beteiligung von Fred Singer an PR-Strategien gearbeitet worden war, in der Öffentlichkeit gezielt Unsicherheit über den Stand der Klimaforschung zu verbreiten, um so Einfluss auf politische Entscheidungsträger zu nehmen. An dem Treffen waren auch Vertreter von Exxon und konservativen Think Tanks beteiligt.
In einem der Presse zugespielten Budgetplan für 2012 vermerkte das Heartland Institute: „Unser aktuelles Budget schließt die Unterstützung von Personen mit hohem Bekanntheitsgrad ein, die regelmäßig den Aussagen der Alarmisten der Klimaerwärmung widersprechen“ – darunter Fred Singer mit 5000 Dollar pro Monat.
Dem damaligen US-Präsidenten Barack Obama warf Singer angesichts dessen Klimaschutzbemühungen vor, einen „regulatorischen Anti-Energie-Dschihad“ zu führen und „Fanatiker vom weit links stehenden Rand zu begünstigen, die sich als Umweltschützer ausgeben würden“.
Singers in einem Artikel des Wall Street Journal von 2018 veröffentlichte These, dass die Globale Erwärmung nicht zu einem Anstieg des Meeresspiegels führe, wurde von fünf anderen Wissenschaftlern durchweg abgelehnt.
Singer hielt auch im deutschsprachigen Raum Vorträge, in denen er seine Thesen verbreitete. 2010 wurde er von der FDP als Redner in den deutschen Bundestag eingeladen. Mit der Gründung der AfD 2013 wurde er zu einem der bevorzugten Klimaexperten der AfD. Ebenso trat er beim FPÖ-nahen Friedrich A. v. Hayek Institut als Redner auf. Darüber hinaus arbeitete er mit EIKE zusammen.

## Veröffentlichungen (Auswahl)
- (Hg.): Die Natur, nicht menschliche Aktivität, bestimmt das Klima. TvR Medienverlag, Jena 2008, ISBN 978-3-940431-08-0.
- The density spectrum and latitude dependence of extensive cosmic ray air showers. Princeton University, 1949. (Dissertation)

## Belege
1. ↑  John Schwartz: S. Fred Singer, a Leading Climate Change Contrarian, Dies at 95. In: The New York Times, 11. April 2020 (englisch). Abgerufen am 12. April 2020.
2. ↑  "Großvater der Klimawandelleugner" Fred Singer gestorben. In: Der Standard, 13. April 2020. Abgerufen am 19. April 2020.
3. ↑  Naomi Oreskes, Erik M. Conway: Die Machiavellis der Wissenschaft. Das Netzwerk des Leugnens. Wiley-VCH, Weinheim 2014, u. a. S. 347.
4. ↑  James Lawrence Powell: The Inquisition of Climate Science. New York 2012, S. 54–58.
5. ↑  Michael E. Mann, Tom Toles: Der Tollhauseffekt. Wie die Leugnung des Klimawandels unseren Planeten bedroht, unsere Politik zerstört und uns in den Wahnsinn treibt. Erlangen 2018, S. 83–86.
6. ↑  Biografie in den S. Fred Singer Papers, 1953-1989 des Smithsonian Institution Research Information System
7. ↑  Michael E. Mann: Propagandaschlacht ums Klima. Erlangen 2021, S. 44.
8. 1 2  Yes, EVs are green and global warming is raising sea levels. In: The Guardian, 21. Mai 2018. Abgerufen am 21. Mai 2018.
9. ↑  James Hoggan, Richard Littlemore: Climate Cover-Up: The Crusade to Deny Global Warming. Greystone Books 2009, S. 80.
10. ↑  Annika Joeres, Susanne Götze: Das Heartland Institute: Wie US-Klimaleugner Politik in Europa machen. In: Correctiv, 4. Februar 2020. Abgerufen am 8. April 2020.
11. ↑  S. Fred Singer, Ph.D.:  Resume (Memento vom 11. Mai 2008 im Internet Archive), 1994 per Fax gesandt an die Alexis de Tocqueville Institution
12. ↑  Vgl. Naomi Oreskes, Erik M. Conway: Die Machiavellis der Wissenschaft. Das Netzwerk des Leugnens. Wiley-VCH, Weinheim 2014.
13. ↑  Ella Müller: Die amerikanische Rechte und der Umweltschutz. Geschichte einer Radikalisierung. Hamburg 2023, S. 286.
14. ↑  Derek Yach und Stella Aguinaga Bialous: Junking Science to Promote Tobacco. In: American Journal of Public Health. Band 91, Nr. 11, 2001, S. 1745–1748, doi:10.2105/AJPH.91.11.1745, PMID 11684592, PMC 1446867 (freier Volltext).
15. ↑  Fred Singer: Testimony of Dr. S. Fred Singer to the House Commerce Committee; Subcommittee on Oversight and Investigations. (pdf) 1. August 1995, archiviert vom Original am 3. September 2018; abgerufen am 3. September 2018 (englisch).
16. ↑  Brien Sparling: Controversy surrounding ozone depletion. In: NASA. 2001, abgerufen am 3. September 2018 (englisch).
17. ↑  Ella Müller: Die amerikanische Rechte und der Umweltschutz. Geschichte einer Radikalisierung. Hamburg 2023, S. 285–287.
18. ↑  Aaron McCright, Dealing with climate change contrarians, in: Susanne C. Moser, Lisa Dilling (Hrsg.) Creating a Climate for Change. Communicating Climate Change and Facilitating Social Change. Cambridge University Press 2007, 200-212, S. 200 und insb. Fußnote 2.
19. 1 2  Mark Romeo Hoffarth, Gordon Hodson: Green on the outside, red on the inside: Perceived environmentalist threat as a factor explaining political polarization of climate change. In: Journal of Environmental Psychology. Band 45, 2016, S. 40–49, doi:10.1016/j.jenvp.2015.11.002.
20. ↑  Singers Kritik an der EPA (Memento vom 12. Dezember 2013 im Internet Archive), abgefragt am 8. Juni 2011.
21. ↑  Dennis T. Avery, S. Frederick Singer: Unstoppable Global Warming: Every 1,500 Years, Rowman & Littlefield Publishers, Inc. 2007, ISBN 978-0742551176
22. ↑  Global Warming Denier: Fraud or 'Realist'?
ABC-News vom 23. März 2008, abgerufen am 8. Juni 2011
23. ↑  Newsweek: The Truth About Denial (Memento vom 23. Oktober 2007 im Internet Archive), von Sharon Begley, 13. August 2007
24. ↑  Anita Blasberg und Kerstin Kohlenberg: „Die Klimakrieger“ – Die Zeit, 48/2012, Seite 17 ff.
25. ↑  Wall Street Journal commentary grossly misleads readers about science of sea level rise. In: climatefeedback.org. 18. Mai 2018, abgerufen am 21. Mai 2018 (englisch).
26. ↑  Malene Gürgen et al.: Angriff auf Europa. Die Internationale des Rechtspopulismus. Berlin 2019, S. 156.
27. ↑  Die Wissenschaft als Feind. In: Spiegel Online, 4. Oktober 2010. Abgerufen am 8. November 2024.

| Personendaten    | Personendaten                                              |
| ---------------- | ---------------------------------------------------------- |
| NAME             | Singer, Fred                                               |
| ALTERNATIVNAMEN  | Singer, Siegfried Frederick                                |
| KURZBESCHREIBUNG | US-amerikanischer Atmosphärenphysiker und „Klimaskeptiker“ |
| GEBURTSDATUM     | 27. September 1924                                         |
| GEBURTSORT       | Wien, Österreich                                           |
| STERBEDATUM      | 6. April 2020                                              |
| STERBEORT        | Rockville, Maryland, Vereinigte Staaten                    |